# Lohra
Lohra é um município da Alemanha, no distrito de Marburg-Biedenkopf, na região administrativa de Gießen, estado de Hessen.